# ハンガリー国鉄V40形電気機関車

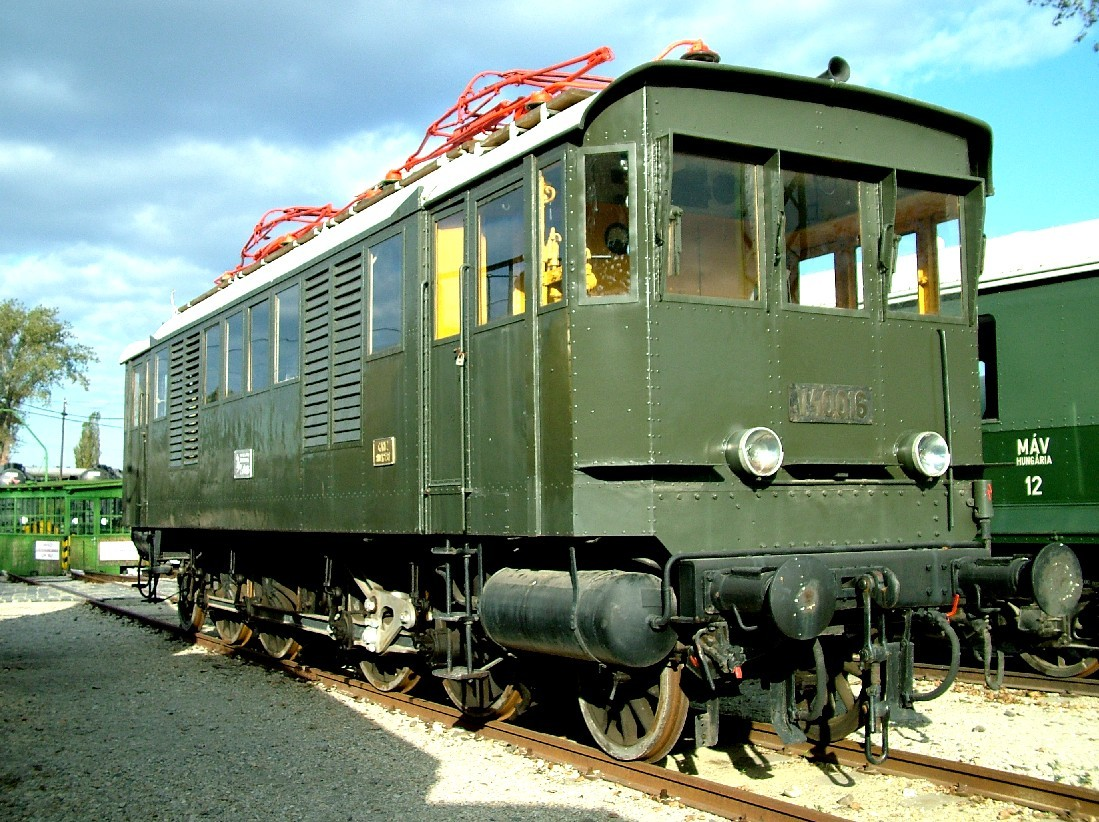
V40形電気機関車

V40形は、またの名をカンドー式機関車と呼ぶハンガリー国鉄の電気機関車である。この機関車はガンツ社の設計技師であったカンドー・カールマーンによって開発され、V50形試作機関車の試験結果をもとに生み出された。ハンガリー国内の商用電力網から、複雑かつ高価な周波数の変換を避けつつ直接給電できる、単相50Hz・交流の架線から集電する世界初の実用電気機関車であった。車体はマーバグ社 (MÁVAG) で製作された。

## 歴史
1930年からハンガリー国鉄の電化計画が始まったが、この計画はハンガリーの財政難から、イギリスからの借款が充当されていたので、契約上なるべくイギリス製品を用いることが求められた。そのため相変換式同期電動機はヴィッカース社製のものが使用された。
1932年8月17日に、ブダペストとヘジェシュハロムとの間が、世界初の実用的な50Hz単相交流で電化された。1940年までに29両のV40形旅客用電気機関車と、V40の派生形である貨物用のV60形電気機関車3両が製造された。架線の電圧は16kVであった。V40形とV60形は、ハンガリー国鉄の電化区間の電圧を統一するために、前述の区間の架線電圧が25kVに改修された1967年まで使われ続けた。

## 仕様
この機関車は架線から16kV・50Hzの供給を得て、その電流を回転相変換機で三相に変換して、車体中央に設けられた直径約3m・48極の三相誘導電動機を動かす。4つ (V60形の場合は6つ) の動軸は、ロッドを介して駆動される。この機関車の主電動機は、極切換による4つの固定された速度ステップ (V40形の場合、25・50・75・100km/h) を有し、ステップ間では抵抗値を加減できる液体抵抗器により制御される。抵抗器は効率に優れないため、加速と減速の際のみに用いられる。
- UIC式車軸配置 : 1'D1 '
- 軌間 : 1435 mm
- 動輪直径 : 1660 mm
- 定格出力 : 1620 kW
- 規定上の最高速度 : 100 km / h
- バッファー間の全長 : 13830 mm
- 運転整備重量 : 94 t

## 保存車
V40.016とV60.003がハンガリー鉄道博物館に保存されている。主電動機のレプリカはハンガリー電気技術博物館に展示してある。また、量産される前の試作の相変換機がオーブダ大学・電気技術学部のカンドー校舎に展示されている。